# Besos para todos
Pour plus de détails, voir Fiche technique et Distribution.
Besos para todos est un film espagnol réalisé par Jaime Chávarri, sorti en 2000.

## Synopsis
En 1965, trois étudiants en médecine sont envoyés à Cadix pour leurs examens mais passent leur temps en boîte de nuit.

## Fiche technique
- Titre : Besos para todos
- Réalisation : Jaime Chávarri
- Scénario : José Ángel Esteban, Carlos López et Manolo Matji
- Musique : Carles Cases
- Photographie : Hans Burmann
- Montage : Guillermo Represa
- Production : José Ángel Esteban, Gustavo Ferrada et Carlos López
- Société de production : Canal+ España, La Fiesta, Sociedad General de Televisión, Sogecine et Televisión Española
- Pays :  Espagne
- Genre : Comédie dramatique
- Durée : 101 minutes
- Dates de sortie : 
  -  Espagne : 1er décembre 2000

## Distribution
- Emma Suárez : Vicky
- Eloy Azorín : Ramón
- Roberto Hoyas : Alfonso
- Chusa Barbero : Marian
- Iñaki Font : Nicolás
- Pilar López de Ayala : Rocío
- Jacobo Dicenta : Ramiro
- Mónica Cano : Maruja de Montijo
- Ana Malaver : Chon
- Beatriz Bergamín : Perla
- Luis Tosar : El Bombilla
- Joaquín Climent : le gouverneur
- Antonio Cifo : Salvatierra
- Ana Wagener : Casera
- Josu Ormaetxe : le père Esparza
- Julio César Rodríguez : Rudy

## Distinctions
Le film a été nommé pour six prix Goya et obtenu le prix des meilleurs maquillages et coiffures.